# Metin Şahin
Metin Şahin es un deportista turco que compitió en taekwondo. Ganó dos medallas en el Campeonato Mundial de Taekwondo en los años 1985 y 1991, y cuatro medallas en el Campeonato Europeo de Taekwondo entre los años 1984 y 1990.

## Palmarés internacional
| Campeonato Mundial | Campeonato Mundial   | Campeonato Mundial | Campeonato Mundial |
| Año                | Lugar                | Medalla            | Categoría          |
| ------------------ | -------------------- | ------------------ | ------------------ |
| 1985               | Seúl (Corea del Sur) | Medalla de plata   | –76 kg             |
| 1991               | Atenas (Grecia)      | Medalla de bronce  | –83 kg             |
| Campeonato Europeo |                      |                    |                    |
| Año                | Lugar                | Medalla            | Categoría          |
| 1984               | Stuttgart (RFA)      | Medalla de plata   | –78 kg             |
| 1986               | Seefeld (Austria)    | Medalla de oro     | –83 kg             |
| 1988               | Ankara (Turquía)     | Medalla de plata   | –83 kg             |
| 1990               | Århus (Dinamarca)    | Medalla de oro     | –83 kg             |